# Горушки (станция, Псковська область)
Горушки (рос. Горушки) — станция в Невельському районі Псковської області Російської Федерації.
Населення становить 32 особи. Входить до складу муніципального утворення Івановська волость.

## Історія
Від 2015 року входить до складу муніципального утворення Івановська волость.

## Населення
| 2001 | 2002 | 2010 |
| ---- | ---- | ---- |
| 79   | ↘41  | ↘32  |